# Абайкан
Абайка́н — село в Мазановском районе Амурской области, Россия. Входит в Угловский сельсовет. 
Основано в 1909 году. Название произошло с эвенкийского, где «абайкан» — медвежонок, «эбэй» — медведь, суффикс «кан» указывает, что медведь небольшой.

## География
Село Абайкан стоит на левом берегу реки Селемджа при впадении в неё реки Абайканка.
Через данное поселение проходит автодорога областного значения, соединяющая город Свободный и пос. Серышево с «северным» Селемджинским районом.
Расстояние до административного центра Угловского сельсовета села Угловое — 12 км (вниз по левому берегу Селемджи).
Село Абайкан расположено к северо-востоку от районного центра Мазановского района села Новокиевский Увал, расстояние (через Угловое, Богословку, Козловку, Таскино, Путятино и Пионерский) — 58 км.
От села Абайкан на северо-восток (вверх по левому берегу Селемджи) идёт дорога к селу Новороссийка.

## Население
| 2002 | 2010 | 2012 | 2013 | 2014 | 2015 | 2016 |
| ---- | ---- | ---- | ---- | ---- | ---- | ---- |
| 32   | ↘5   | ↘3   | →3   | ↗4   | →4   | →4   |
| 2017 | 2018 |      |      |      |      |      |
| →4   | →4   |      |      |      |      |      |